# Hera (biljni rod)
Hera, monotipski biljni rod iz porodice kozlačevki dio tribusa Schismatoglottideae, potporodica Aroideae.
Jedina vrsta je H. hebe, endem sa Bornea, (Kalimantan)

## Sinonimi
- Aridarum hebe S.Y.Wong, S.L.Low & P.C.Boyce; Aroideana 37: 15 (2014)

## Vanjske poveznice
|  | Zajednički poslužitelj ima još gradiva o temi Hera hebe |
|  | Wikivrste imaju podatke o taksonu Hera hebe             |